# Irrlicht
Irrlicht (phát âm tiếng Đức: [ˈɪɐ̯lɪçt]) là một Game engine phát triển trên nền ngôn ngữ C++. Là một phần mềm Đa nền tảng nên chính thức chạy trên Windows, Mac OS X, Linux, Windows CE và phần cứng khác nhau như Xbox, PlayStation Portable, Symbian OS, iPhone và Google Native Client.